# پولو جی

لوگو Polo G

تورس ترمانی بارتلت (متولد ۶ ژانویه ۱۹۹۹)، معروف به پولوجی، خواننده رپ، خواننده و ترانه‌سرا آمریکایی است. در سال ۲۰۱۸، او با تک آهنگ‌های "Finer Things" و "Pop Out" (با حضور لیل تی جی) به شهرت رسید. در سال ۲۰۱۹، او اولین آلبوم خود را با نام "Die a Legend" منتشر کرد که به‌طور کلی با نقدهای مثبتی روبرو شد و در جایگاه ششم جدول بیلبورد ۲۰۰ آمریکا قرار گرفت و از طرف RIAA نشان پلاتینوم دریافت کرد.و در فیلم ونوم ۲ با اهنگ لست وان استندینگ باز شهرت خود را بالا برد.
دومین آلبوم استودیویی بارتلت، Goat (2020)، در جدول بیلبورد در جایگاه دوم قرار گرفت و ده قطعه از قطعات آن وارد جدول ۱۰۰ تک‌آهنگ داغ بیلبورد شدند. در سال ۲۰۲۱، او تک آهنگ "Rapstar" را منتشر کرد، که در هفته اول به رتبه ۱ جدول Hot 100 بیلبورد رسید و به اولین قطعه شماره یک او در Hot 100 و اولین ترک top 10 انفرادی او تبدیل شد. این قطعه تک آهنگ اصلی سومین آلبوم استودیویی اش Hall of Fame (2021) بود. این آلبوم به اولین آلبوم شماره ۱ بیلبورد پولو جی تبدیل شد.

## اوایل زندگی
بارتلت در منطقه Old Town در شیکاگو، واقع در ایالت ایلینوی آمریکا، از Taurus Bartlett و Stacia Mac متولد شد. وی در آپارتمان‌های مارشال فیلد گاردن بزرگ شد. او فرزند دوم از چهار فرزند خانواده است که دارای یک خواهر بزرگتر، یک برادر کوچکتر و یک خواهر کوچکتر است.

## حرفه

### ۲۰۱۸–۲۰۱۹: شروع و قرارداد ضبط
اولین آهنگ بارتلت با عنوان "ODA" ضبط شد که او آن را در یوتیوب منتشر کرد. با ایجاد یک حساب ساوندکلاود در سال ۲۰۱۸، او قطعه " Gang with Me " را منتشر کرد که به سرعت میلیون‌ها بار شنیده شد. او با آهنگ‌های "Welcome Welcome" و "Neva Cared" همچنان مورد توجه قرار گرفت. بارتلت آهنگ " Finer Things "، که در زمان زندان بودن نوشته بود، در نیمه دوم سال ۲۰۱۸ منتشر کرد و به سرعت میلیون‌ها بازدید به دست آورد. در اوایل سال ۲۰۱۹، بارتلت " Pop Out " را با حضور Lil Tjay اکران کرد که به جایگاه ۱۱ ۱۰۰ تک‌آهنگ داغ بیلبورد رسید. موزیک ویدئوی این آهنگ بیش از ۲۰۰ میلیون بازدید در YouTube به دست آورد و منجر به امضای قرارداد با لیبل Columbia Records شد. بارتلت همچنین ویدیوهایی را برای آهنگ‌های "Deep Wounds" , "Through da Storm" , "Effortless" و "Dyin' Breed" از اولین آلبوم استودیویی خود Die a Legend منتشر کرد که در ۷ ژوئن ۲۰۱۹ منتشر شد و به رتبه ۶ جدول Billboard 200 رسید. "Heartless"، تک آهنگی که در اواخر سال ۲۰۱۹ منتشر شد، تنظیمی از ماسترد  داشت و بعداً در آلبوم دوم او قرار گرفت.

### ۲۰۲۰ تا کنون: آلبوم The Goat، لیبل Only Dreamers Achieve وHall of Fame
در ۱۴ فوریه ۲۰۲۰، بارتلت آهنگ "Go Stupid" را همراه Stunna 4 Vegas و NLE Choppa با تنظیم مایک ویل مید ایت و تی کیث منتشر کرد. "Go Stupid" به عنوان دومین آهنگ او در Hot 100 به رتبه ۶۰ جدول Hot 100 رسید. سپس بارتلت، دومین آلبوم استودیویی خود را با نام The Goat در ۱۵ مه سال ۲۰۲۰ منتشر کرد. این آلبوم به جایگاه دوم بیلبورد ۲۰۰ رسید و ده آهنگ از این آلبوم در جدول Hot 100 قرار گرفتند. در ماه ژوئیه، بارتلت در آلبوم Juice Wrld، به نام Legends Never Die، در آهنگ "Hate the Other Side" حضور داشت. این آهنگ در رتبه ۱۰ بیلبورد Hot 100 قرار گرفت و تبدیل شد به اولین آهنگ او که به ده آهنگ برتر بیلبورد رسیده‌است. در اواخر همان ماه، او موزیک ویدئویی برای تک آهنگ خود "Martin & Gina" را منتشر کرد که در Hot 100 به رتبه ۶۱ رسید. در ماه سپتامبر، او تک آهنگ "اپیدمیک" را منتشر کرد که در Billboard Hot 100 به رتبه ۴۷ رسید. در ماه سپتامبر، بارتلت لیبل Only Dreamers Achieve را تأسیس و آن را معرفی کرد که اسکوری، هنرمند اهل سیراکوز، اولین آرتیست آن بود.
بارتلت در فهرست 2021 Forbes 30 Under ۳۰، در قسمت موسیقی مورد تحسین قرار گرفت و در ۵ فوریه ۲۰۲۱، تک آهنگ " GNF " را منتشر کرد. در ۱۲ فوریه، وی در موسیقی متن فیلم یهودا و مسیح سیاه، در آهنگ " Last Man Standing " حضور داشت. همچنین در ۵ مارس، بارتلت در موسیقی متن فیلم Boogie که در سال ۲۰۲۱ منتشر شد، در آهنگ "Fashion" از خواننده رپ درگذشته، پاپ اسموک، حضور داشت. بارتلت در ترانه "Headshot"، که در ۱۹ مارس منتشر شد، با Lil Tjay و Fivio Foreign همکاری کرد. در ماه مه سال ۲۰۲۰، بارتلت به همراه Einer Bankz اینفلوئنسر شبکه‌های اجتماعی، قسمت‌های از آهنگ بعدی اش را در اینستاگرام منتشر کرد. این ویدئو به سرعت همه گیر شد و میلیون‌ها بازدید در شبکه‌های اجتماعی، به ویژه TikTok را به خود اختصاص داد. بعداً مشخص شد که این آهنگ با عنوان " Rapstar " ساخته شده‌است و در ۹ آوریل ۲۰۲۱ منتشر شد. این آهنگ در هفته اول به رتبه یک Billboard Hot 100 رسید. در ۱۷ مه، او اعلام کرد که ضبط سومین آلبوم استودیویی خود را با نام Hall of Fame به پایان رسانده‌است. او چهارمین تک آهنگ " Gang Gang " را با لیل وین در ۲۱ مه منتشر کرد، و این آهنگ به رتبه ۳۳ در جدول Hot 100 رسید. در ۱۱ ژوئن، بارتلت آلبوم " Hall of Fame " را منتشر کردکه در اولین هفته به رتبه ۱ جدول Billboard 200 رسید.

## هنرمندی
Polo G در ابتدا به دلیل سبک دریل شیکاگویی اش معروف شد، اما پس از مدتی به خاطر سبک ملودیک ترش شناخته شد. وی به دلیل «داستان سرایی زنده و صریح» مورد توجه قرار گرفته‌است. لریک او اغلب شامل موضوعات سخت، از جمله نژادپرستی و بهداشت روانی است. وی اظهار داشت که رپرهای آمریکایی لیل وین و توپاک شکور بزرگترین الهام بخش‌های وی هستند. او همچنین با گوش دادن به گوچی مین و همچنین رپرهای شیکاگو، لیل دورک، جی هربو و شف کیف، بزرگ شده‌است.

## لیبل Only Dreamers Achieve
Only Dreamers Achieve یک لیبل تولید و مشر موسیقی آمریکایی است که توسط Polo G در سپتامبر ۲۰۲۰ تأسیس شد. این لیبل قرارداد همکاری مشترک با کلمبیا رکوردز دارد. ODA مخفف "Only Dreamers Achieve Records" است. Polo G ضمن کشف و پرورش استعدادهای جدید، مدیریت فعالیت‌های روزمره این لیبل را بر عهده دارد. اولین هنرمندی که به ODA پیوست، اسکوری، هنرمندی اهل شهر سیراکوز ایالت نیویورک می‌باشد.

### ترکیب لیبل
| عمل کن       | سال پیوستن | تعداد آثار منتشر شده | توضیحات                                   |
| ------------ | ---------- | -------------------- | ----------------------------------------- |
| پولو جی      | ۲۰۲۰       | ۱                    | موسس؛ در یک معامله مشترک با کلمبیا رکوردز |
| اسکوری       | ۲۰۲۰       | ۱                    | تحت قراردادی مشترک با کلمبیا رکوردز       |
| یانگ بیو     | ۲۰۲۱       | هیچ                  |                                           |
| تی او بی دوک | ۲۰۲۱       | هیچ                  |                                           |

## زندگی شخصی
بارتلت یک پسر دارد که متولد ۶ ژوئیه ۲۰۱۹ است.
بارتلت در ۱۲ اوت ۲۰۱۹ به دلیل مصرف بیش از حد روانگردان در یک مهمانی، در بیمارستان بستری شد و پس از بهبودی استفاده از اکستازی و زاناکس را ترک کرد.

## دیسکوگرافی
- Die a Legend (2019)
- Goat (2020)
- Hall of Fame (2021)